# 飲泉

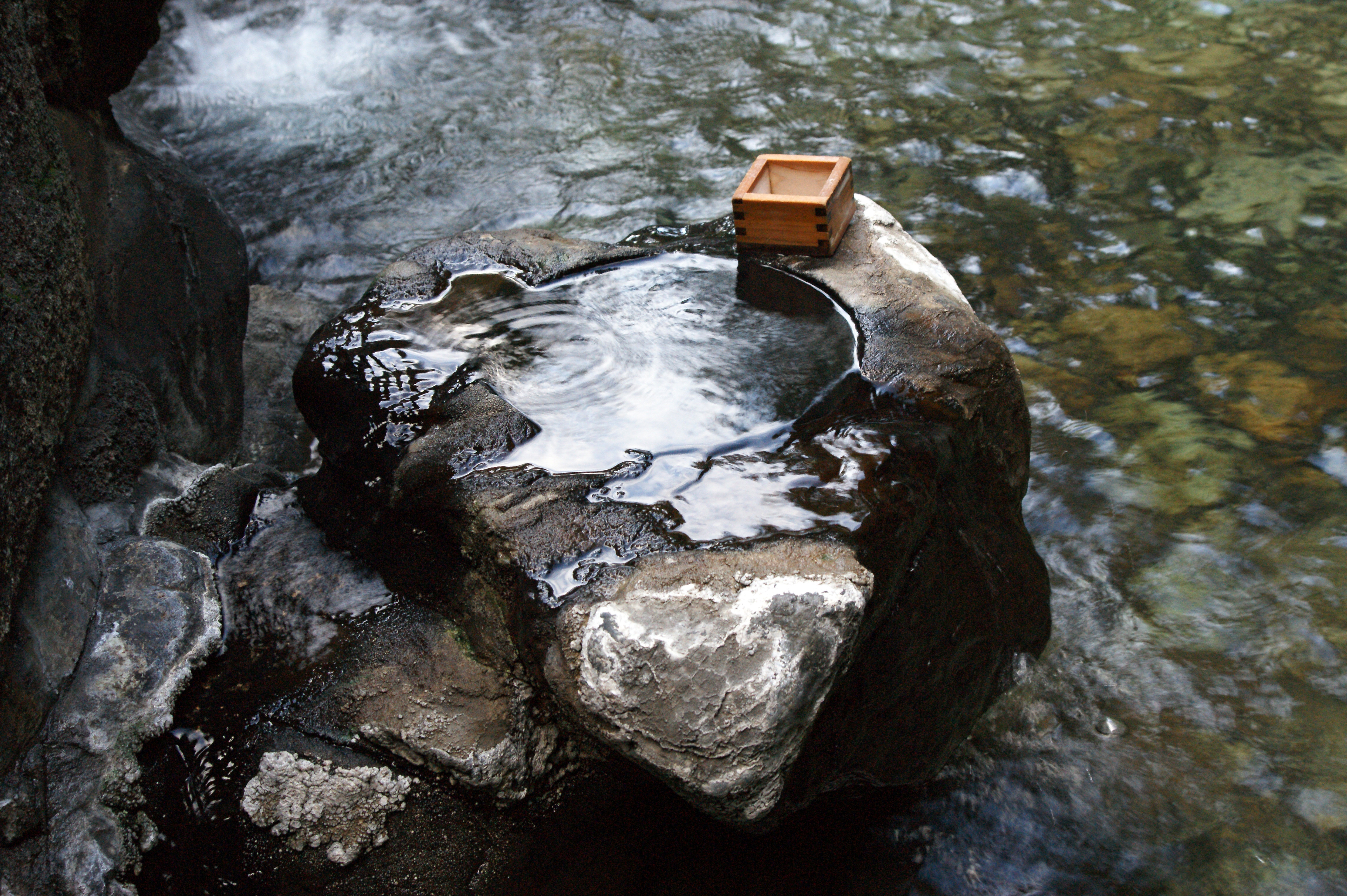
飲泉場（湯村温泉）

飲泉（いんせん）とは、温泉を飲むという行為、またはそのことによって病気の回復などの効能を得ようとすること。

## 概要
古く湯治においては、温泉に入るだけではなく、飲泉を行うことによってさらに回復効果が高まるという考えがあった。また、特に炭酸泉などは「霊泉」といわれ、薬効が高いものとして珍重されたほか、嗜好飲料として飲まれることもあった。明治5年に笠置温泉において湧出した炭酸水を1本10銭で瓶詰めして販売したのをはじめとして、有馬温泉の「有馬サイダー」など明治～大正時代にかけてサイダー飲料の原料として炭酸泉が用いられた事例も存在する。
現在でも、露天風呂の注ぎ口などにコップや柄杓などを設置して利用者に飲ませたり、別途蛇口を設置して、飲泉設備として整備している例が散見される。とはいっても、強酸性や強食塩泉であったり、温泉成分として水銀やヒ素等を含むなど、泉質によっては飲用に適さないものもある。また、温泉といっても循環風呂の注ぎ口のお湯など衛生上問題がある場合や、保健所に飲泉許可を取得していないために飲泉が禁じられている場合もある。
東京都の温泉では飲泉は許可されておらず、地域的に許可されていない場合がある。
飲泉の効果については、2017年の調査で12研究を発見し、胃腸、胆膵、糖の代謝についての効果が研究されており、それらに可能性はあるが泉質の多様性もあるため、さらなる研究が必要と論じた。

## 飲泉場の例

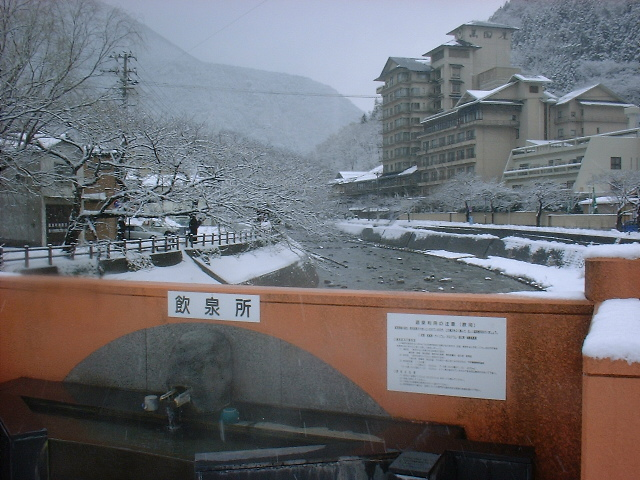
あつみ温泉
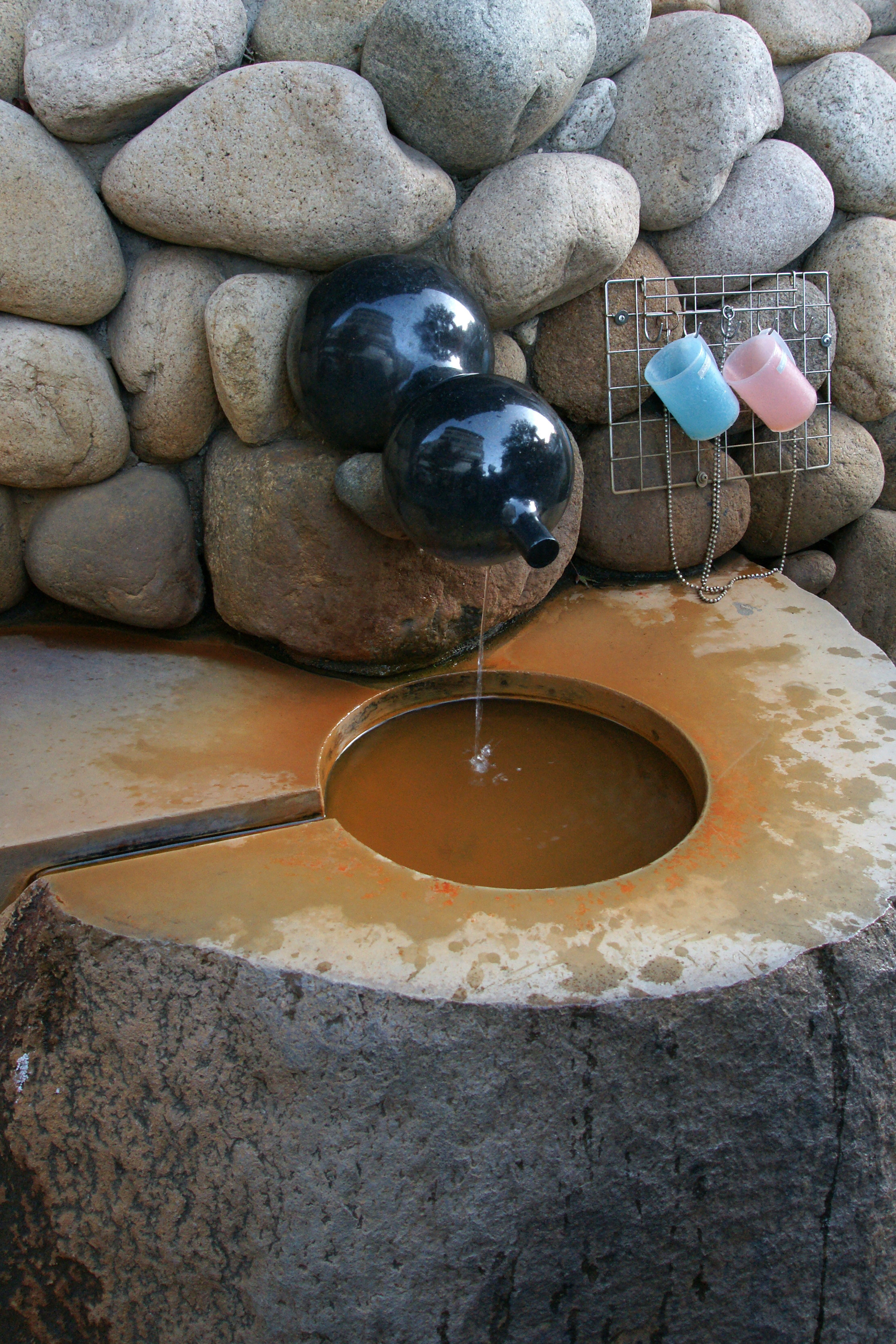
有馬温泉「金の湯」
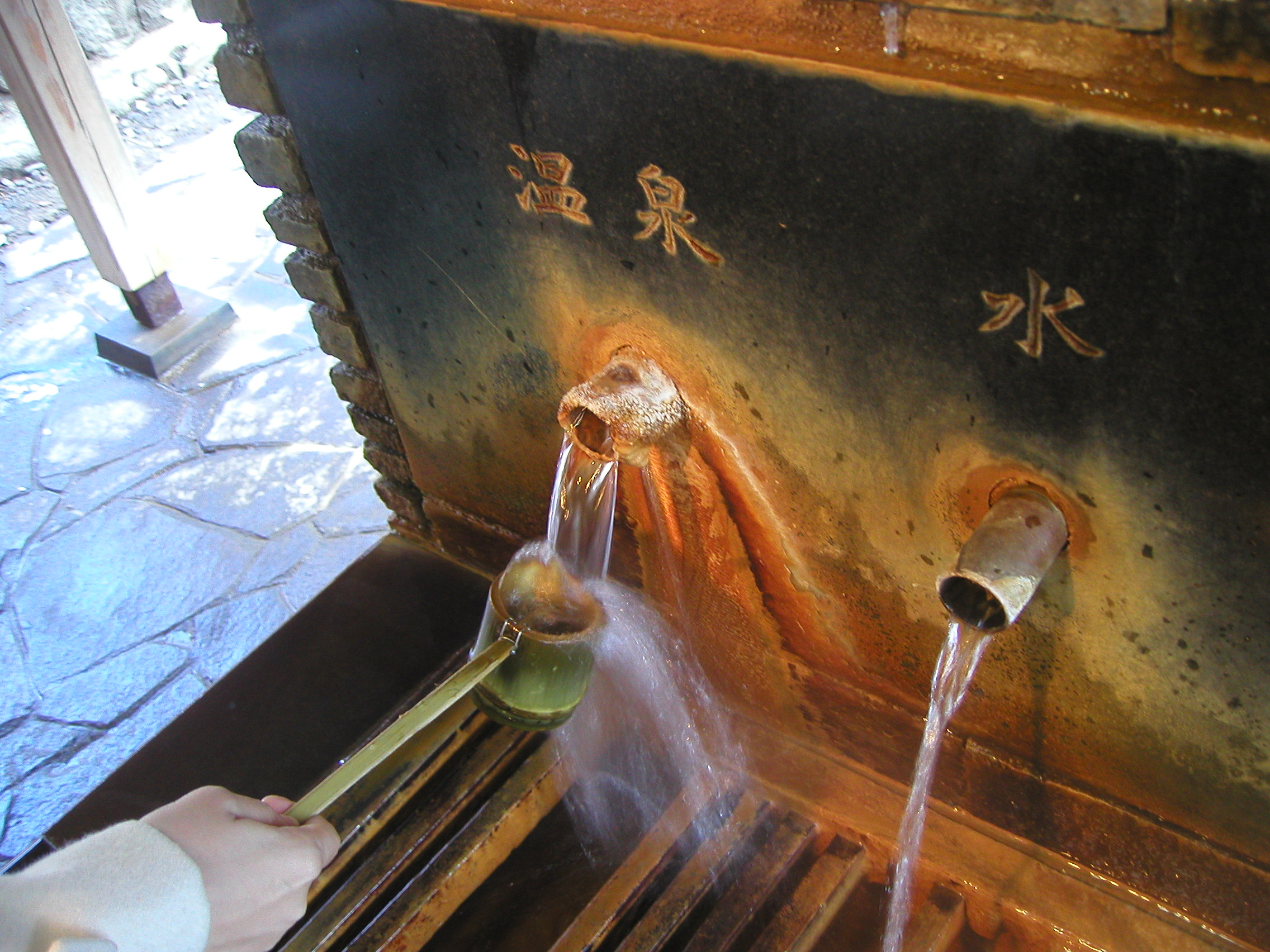
伊香保温泉「黄金の湯」
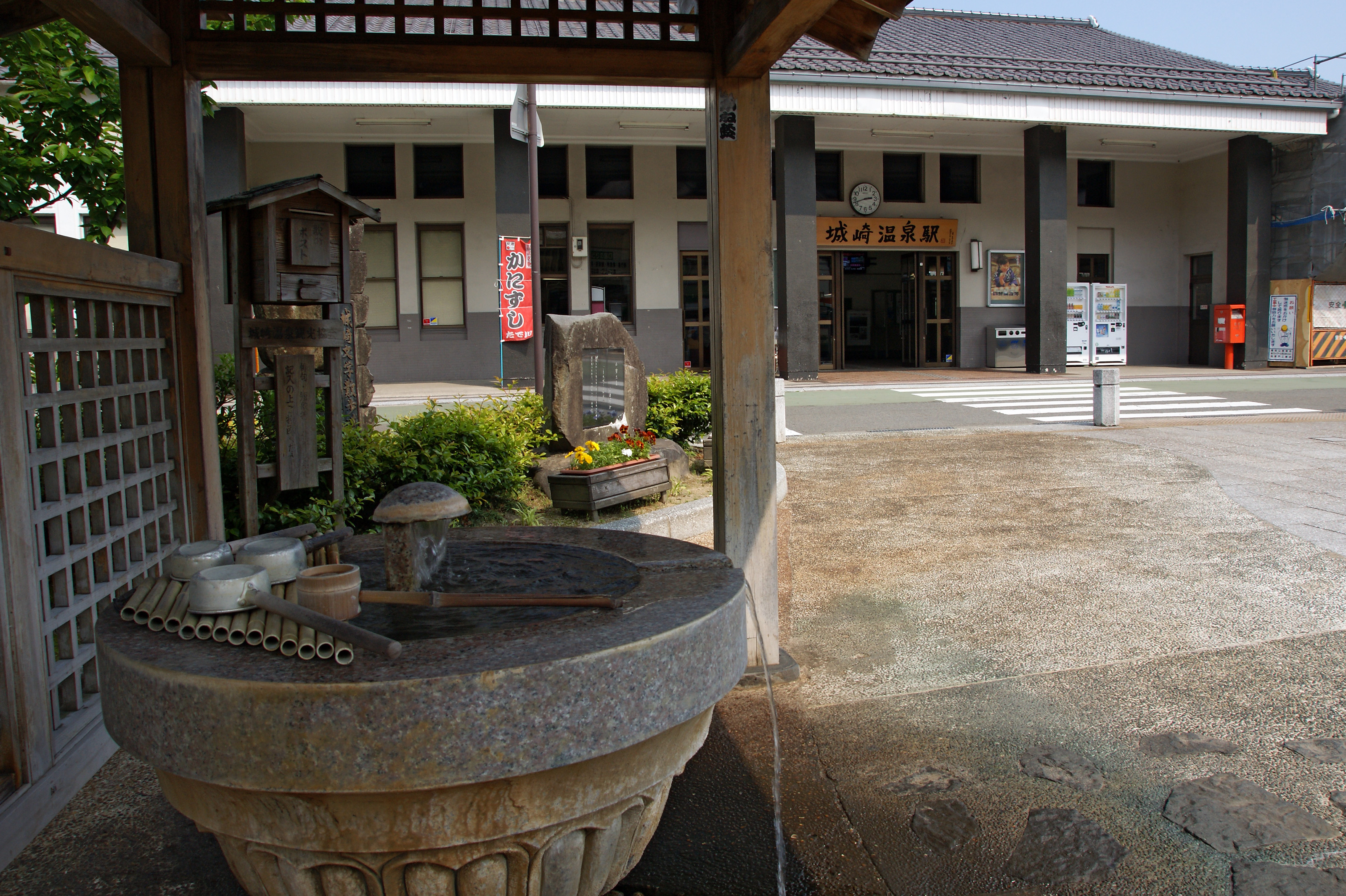
城崎温泉
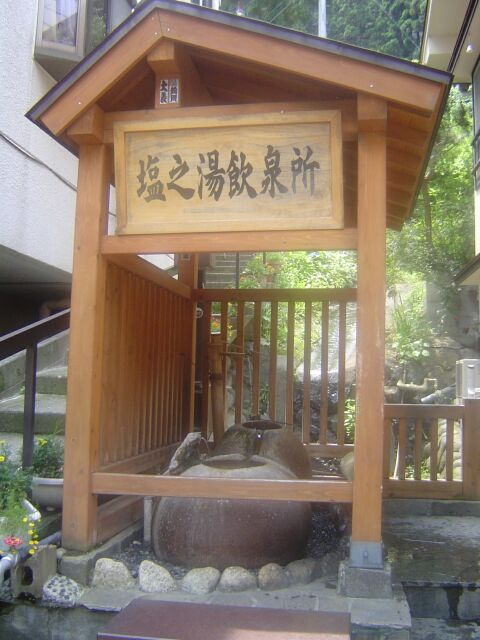
四万温泉
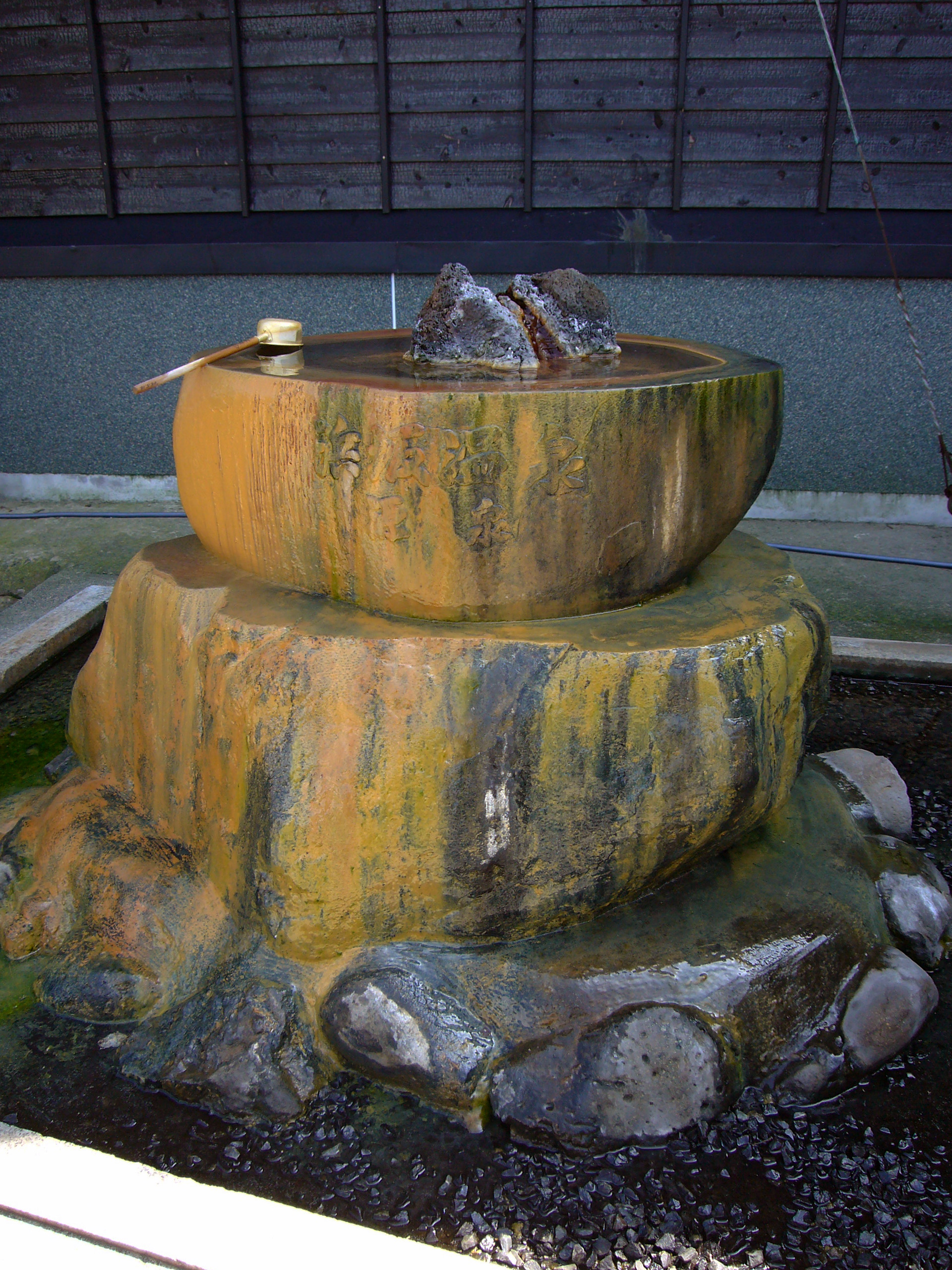
浜坂温泉
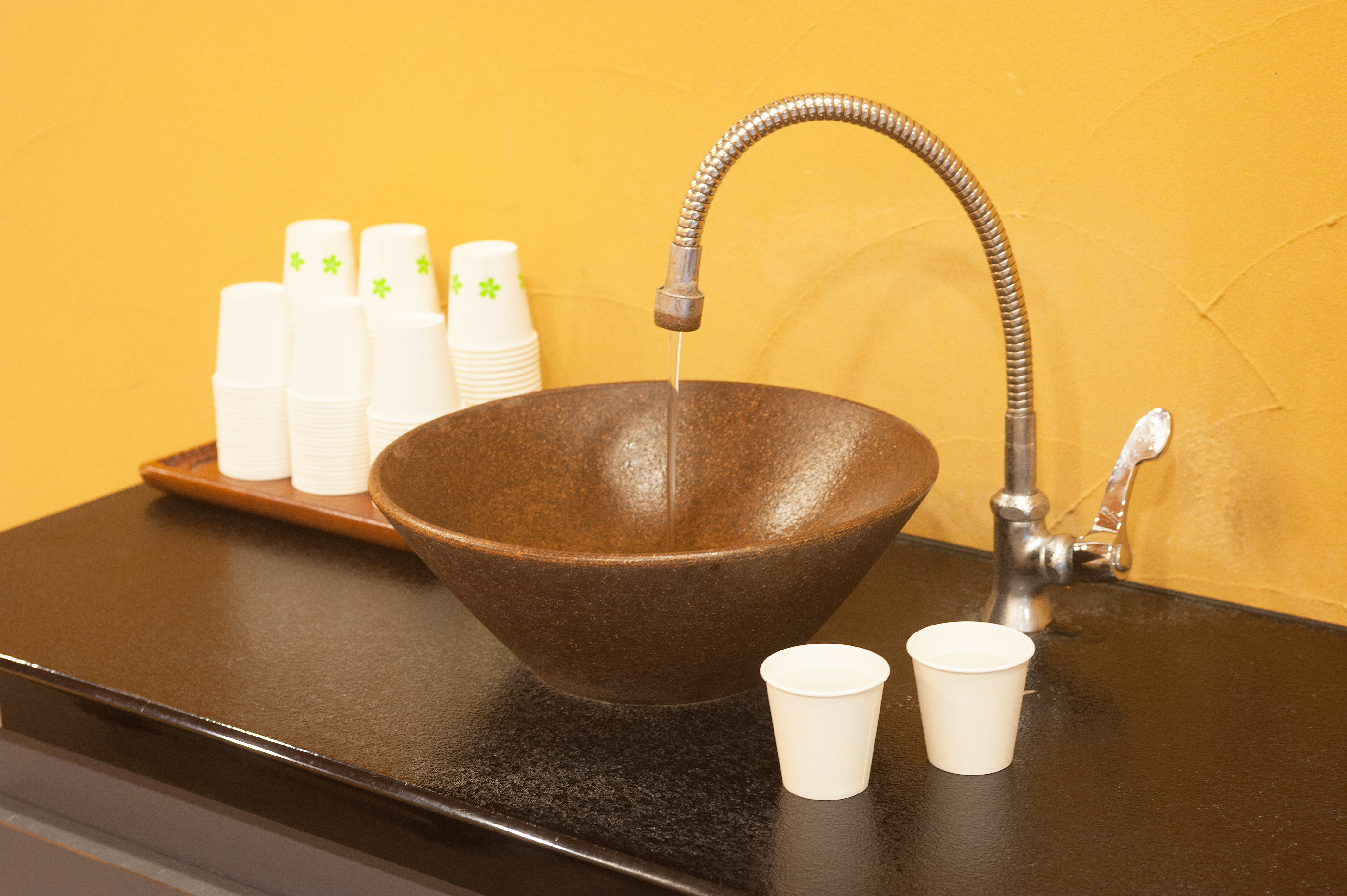
浜平温泉
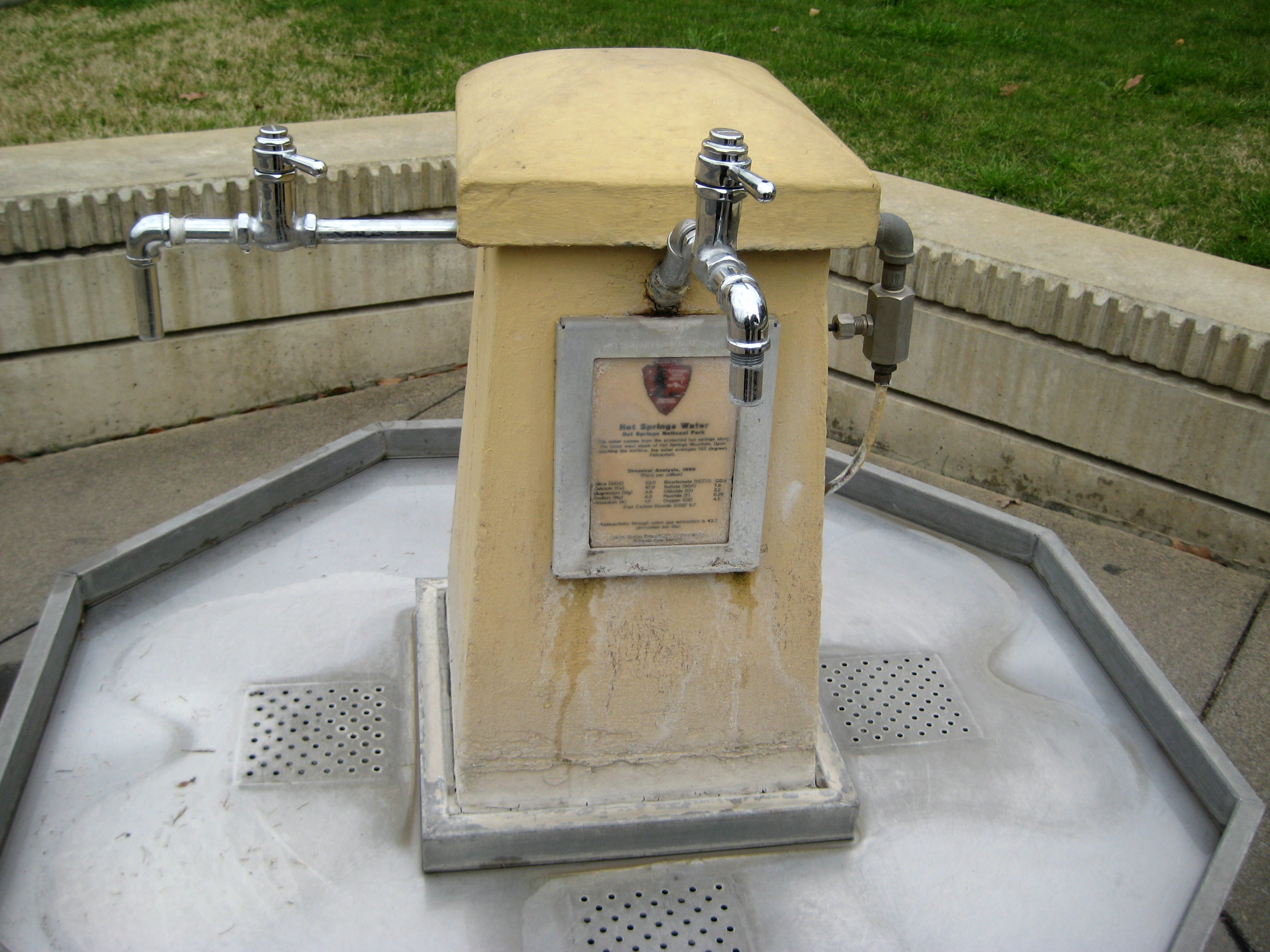
ホットスプリングス